# Emmanuel Arago

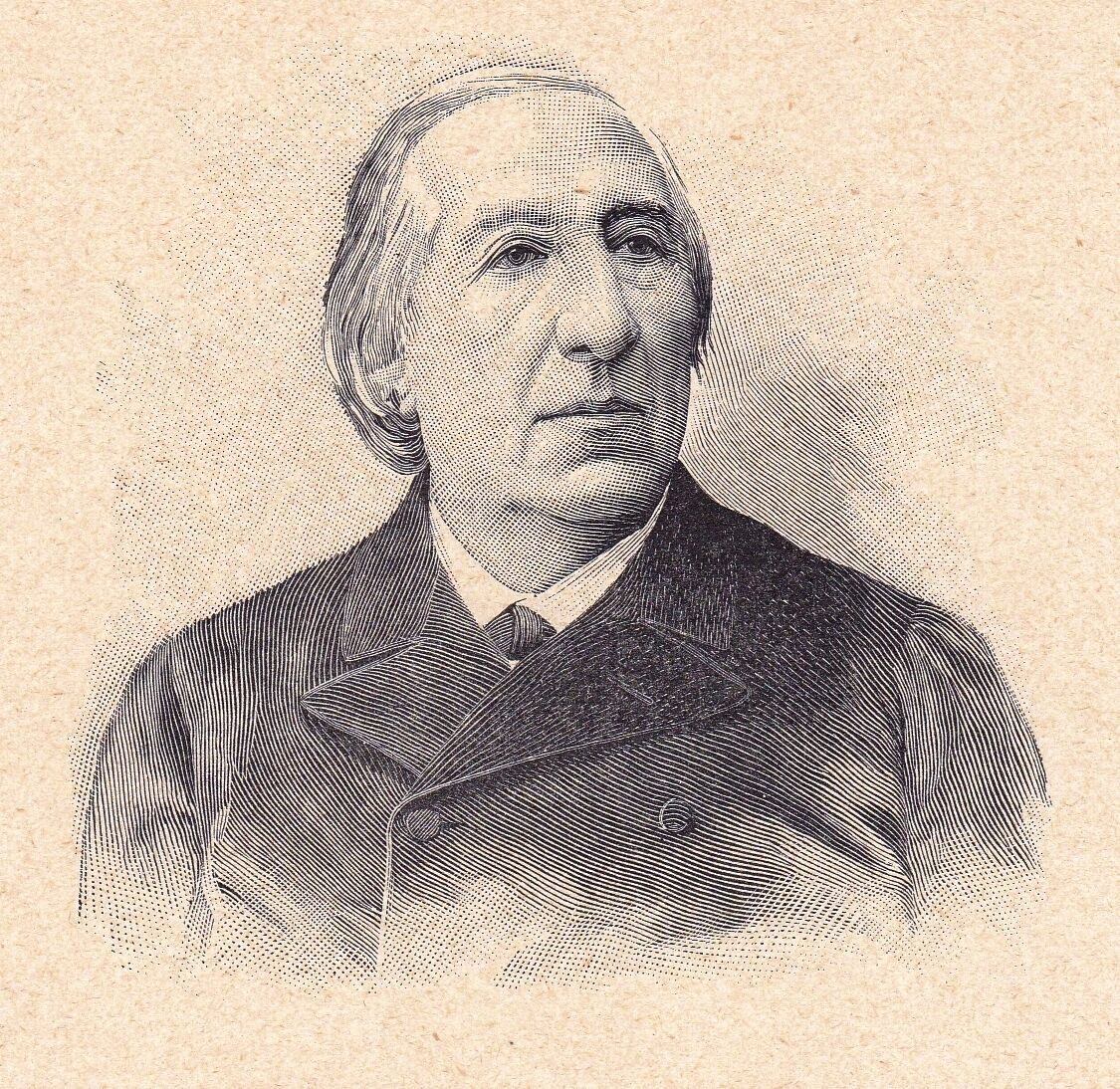
Emmanuel Arago

François Victor Emmanuel Arago (* 6. August 1812 in Paris; † 26. November 1896 ebenda) war ein französischer Politiker und Advokat.

## Leben
Emmanuel Arago war der älteste Sohn des französischen Astronomen, Physikers und Politikers François Arago und dessen Gattin Lucie Carrier Besombes. Seit 1832 trat er mit poetischen Versuchen auf, studierte dann die Rechte und wurde 1837 Advokat am Appellhof in Paris. Er betätigte sich während der Julimonarchie als Anwalt in politischen Prozessen, z. B. bei jenem von Armand Barbès im Jahr 1839.
Als Republikaner nahm Arago 1848 eifrigen Anteil an der Februarrevolution. Von der provisorischen Regierung am 27. Februar 1848 als außerordentlicher Kommissar des Département Rhône nach Lyon gesandt, erbitterte er durch das Ausschreiben einer Steuer zur Unterhaltung der. Nationalwerkstätten die Bourgeoisie, ohne die Arbeiterbevölkerung zu befriedigen. Er war dann Mitglied der Konstituierenden und Gesetzgebenden Versammlung, wo er der neuen Bergpartei beitrat. Am 25. Mai mit sehr gemessener Instruktion wegen Polens als Gesandter nach Berlin geschickt, richtete er hier wenig aus. Im Dezember 1848 auf seinen Wunsch abberufen, trat er wieder in die Nationalversammlung ein und bekämpfte den Präsidenten Louis Napoléon, nach dessen Staatsstreich vom 2. Dezember 1851 er sich vom öffentlichen Leben zurückzog.
Während des Zweiten Kaiserreichs gehörte Arago zu den  heftigsten Gegnern Napoleons III. Nun machte er sich als Verteidiger in politischen und Presseprozessen einen Namen, wie er namentlich den polnischen Nationalisten Antoni Berezowski, der am 6. Juni 1867 im Bois de Boulogne auf den Kaiser Alexander II. von Russland geschossen hatte, verteidigte. Er trat im November 1869 in den Gesetzgebenden Körper (Corps législatif) ein und sprach sich in der Sitzung vom 15. Juli 1870 gegen die beabsichtigte Kriegserklärung an Deutschland aus. Nach dem Sturz des Kaiserreichs am 4. September 1870 wurde Arago zunächst als Minister ohne Portefeuille, dann als provisorischer Justizminister Mitglied der Regierung der nationalen Verteidigung. Im Februar 1871 war er kurze Zeit Innenminister.
Als Mitglied der Nationalversammlung und seit 1876 des Senats schloss sich Arago der Partei der gemäßigten Republikaner an und war von 1880 bis 1894 französischer Botschafter in Bern. Bei der Wahl eines Präsidenten der Republik als Nachfolger des verstorbenen Marie François Sadi Carnot am 27. Juni 1894 erhielt er 27 Stimmen, doch wurde indessen Jean Casimir-Perier mit deutlicher Stimmenmehrheit neuer Präsident. Nach dessen bereits im Januar 1895 erfolgtem Rücktritt lehnte Arago eine erneute Kandidatur ab. Er starb am 26. November 1896 im Alter von 84 Jahren in Paris.